# Wishful Sinful
Wishful Sinful – singel amerykańskiego zespołu The Doors z płyty The Soft Parade, wydanej w 1969 roku. Piosenka zawiera partię smyczkową oraz partię solo na oboju.